# Under Suspicion
Under Suspicion (El silencio de la sospecha en España y Bajo sospecha en Hispanoamérica) es una película estadounidense del año 1991, escrita y dirigida por Simon Moore y protagonizada por Liam Neeson y Laura San Giacomo.

## Argumento
En el año 1959 en la ciudad de Brighton, un policía en deshonra convertido en detective privado llamado Tony Aaron se dedica mayormente a falsificar adulterios para utilizar como evidencia en casos de divorcio. Involucra su propia esposa en un caso, fingiendo que ella es la amante del pintor Carlo Stasio, pero a ambos los asesinan en un cuarto de hotel. A cargo de la investigación del caso está Frank, excompañero de Tony que todavía trabaja en la fuerza. Los principales sospechosos son Angeline, la amante de Stasio que heredaría su fortuna, y el mismo Tony, cuya historia no encaja.

## Reparto
- Liam Neeson como Tony Aaron.
- Kenneth Cranham como Frank.
- Maggie O'Neill como Hazel Aaron.
- Alan Talbot como Powers.
- Malcolm Storry como Waterston.
- Martin Grace como Colin.
- Kevin Moore como Abogado.
- Richard Graham como Denny.
- Michael Almaz como Stasio.
- Alphonsia Emmanuel como Selina.
- Laura San Giacomo como Angeline.
- Stephen Moore como Roscoe.
- Alan Stocks como Paul.
- Nicolette McKenzie como Mrs. Roscoe
- Lee Whitlock como Ben
- Noel Coleman como Juez.

## Premios
- Año 1992: Premio al Mejor Actor para Liam Neeson otorgado por el Festival de Cine Policial de Cognac.